# Andrija Hebrang (Politiker, 1899)

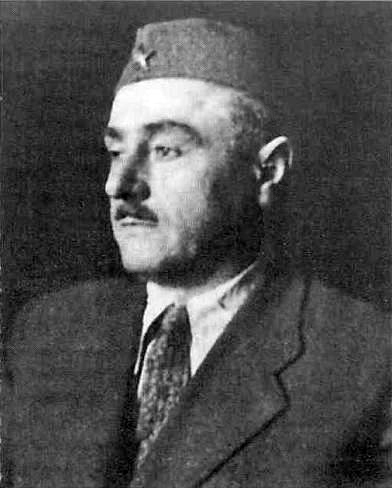
Andrija Hebrang

Andrija Hebrang (* 21. Oktober 1899 in Baćevac bei Virovitica; † 11. Juni 1949 in Belgrad) war ein kroatisch-jugoslawischer Politiker und Staatsmann, der 1948 als Spion beschuldigt und vermutlich getötet wurde.

## Leben

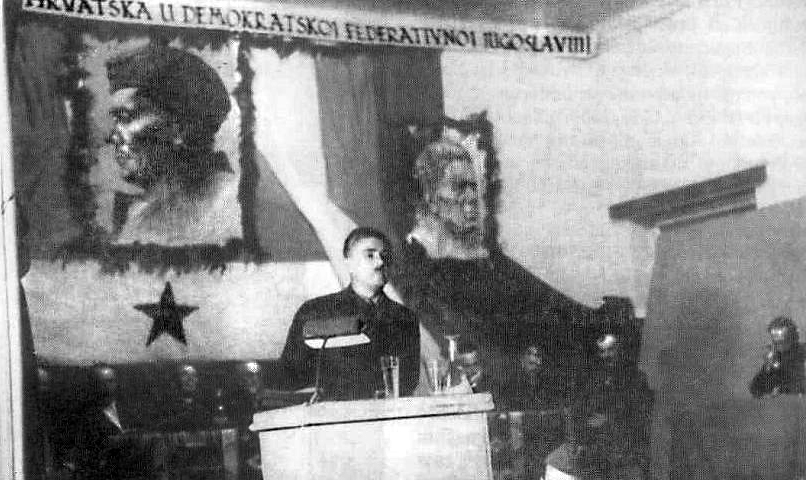
Andrija Hebrang spricht auf der 3. Sitzung des ZAVNOH am 8. Mai 1944 in Topusko bei Sisak.

Andrija Hebrang war ein führender Funktionär der kommunistischen Partei in Kroatien vor und während des Zweiten Weltkrieges. Im Krieg war er die leitende Persönlichkeit des ZAVNOH (Antifaschistischer Rat der Volksbefreiung Kroatiens). In seinen öffentlichen Auftritten hob er stets die Bedeutung der Eigenständigkeit Kroatiens innerhalb Jugoslawiens hervor.
Hebrangs deutlich pro-kroatische und angeblich chauvinistische Äußerungen brachten ihm mehrere Verweise durch die Parteiführung ein, u. a. durch Tito. Hebrang wurde 1942 von den Ustascha gefangen genommen und verhört, kam jedoch kurz darauf im Zuge eines Gefangenentausches frei. Laut Vladimir Dedijer habe es noch während des Krieges Indizien gegeben, die Zweifel an Hebrangs Loyalität gegenüber der jugoslawischen Volksbefreiungsbewegung aufkommen ließen.
Hebrang wurde nach dem Krieg Minister in der Regierung Tito. Er wurde 1948 in Folge von Titos Bruch mit Stalin aus dem politischen Leben entfernt und im berüchtigten Belgrader Gefängnis Glavnjača inhaftiert. Hebrang wurde beschuldigt, seit seiner Gefangennahme 1942 für die Gestapo und den Ustascha-Geheimdienst UNS (ab 1943: GRAVSIGUR) gearbeitet zu haben; nach dem Krieg soll er für das NKWD spioniert haben. Er verschwand spurlos am 11. Juni 1948 und soll laut offizieller Darstellung im Gefängnis Selbstmord begangen haben. Es wird jedoch vermutet, dass Hebrang von der jugoslawischen Geheimpolizei UDB unter Aleksandar Ranković liquidiert wurde.
Hebrangs Ehefrau und die drei gemeinsamen Kinder seien schwersten Repressalien des kommunistischen Regimes ausgesetzt gewesen. So haben sie den Namen Hebrang nicht tragen dürfen.
Hebrangs gleichnamiger Sohn studierte Medizin und wurde schließlich Universitätsprofessor in Zagreb. Aus der Anonymität kam er erst nach dem Zerfall Jugoslawiens, als er einer der engsten Mitarbeiter des Präsidenten Franjo Tuđman wurde. Er wurde Abgeordneter im kroatischen Parlament und übte die Ämter des Gesundheits- und Verteidigungsministers aus.

## Rehabilitierung Hebrangs

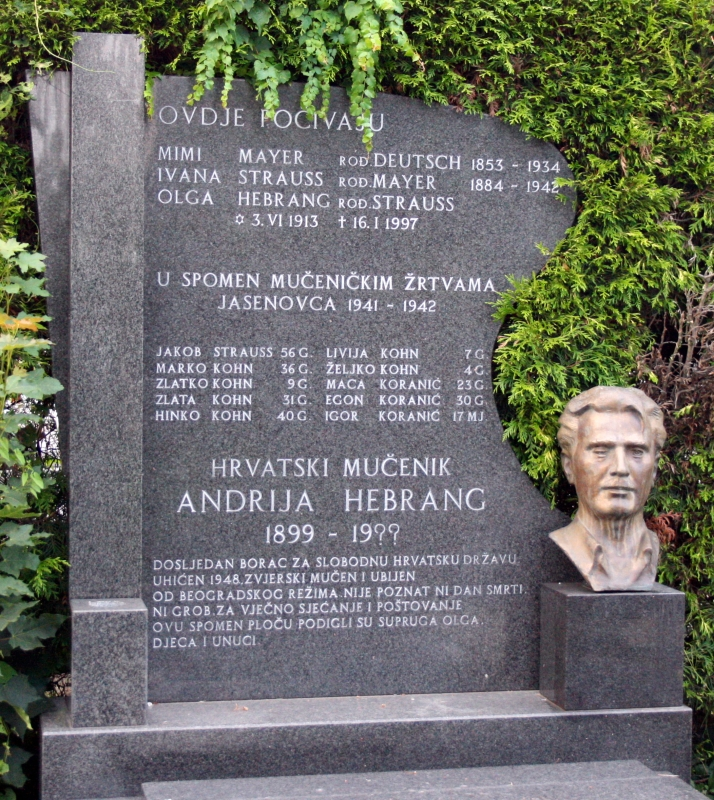
Grabinschrift auf dem Mirogoj-Friedhof in Zagreb

In Kroatien bestand bereits zu Titos Zeiten eine mächtige Bewegung zur Rehabilitierung Hebrangs. Laut Titos Kampfgefährten und Freund Josip Kopinič hatte Hebrang „mächtige Beschützer, die ihn rehabilitieren wollen, und zugleich verhindern wollen, dass über ihn die Wahrheit geschrieben wird“.
In Kroatien soll Hebrang 1992 durch eine Parlamentsresolution rehabilitiert worden sein. Im April 2009 wurde er auch durch das Kreisgericht Belgrad rehabilitiert.